# Notiobiella stellata
Notiobiella stellata är en insektsart som beskrevs av Nakahara 1966. Notiobiella stellata ingår i släktet Notiobiella och familjen florsländor. Inga underarter finns listade i Catalogue of Life.